# Tomás Adolfo Ducó
Tomás Adolfo Ducó (Buenos Aires, 20 settembre 1901 – Buenos Aires, 31 gennaio 1964) è stato un militare, dirigente sportivo e giornalista argentino.

## Biografia
Da giovanissimo fu un calciatore del Club Atlético Huracán, squadra del quartiere porteño di Parque Patricios. Nel 1919 Ducó entrò nel Colegio Militar de la Nación. Nonostante avesse intrapreso la carriera nell'esercito, continuò ad orbitare intorno all'Huracán segnalando alla società il talento di un giovane Herminio Masantonio. Tra il 1938 ed il 1945 Ducó fu eletto presidente del club di Parque Patricios. Durante questo suo primo mandato fu acquistato il terreno dell'impianto del club, lo stadio Alcorta y Luna, del quale poco dopo fu autorizzata la demolizione per poter realizzare un nuovo e più moderno stadio. Durante la presidenza Ducó il numero dei soci dell'Huracán aumentò di otto volte, cosa che consentì alla società di Parque Patricios di ottenere il triplo voto nell'assemblea dell'AFA, e fu anche acquistata la sede sociale.
Fu tra i fondatori del GOU, il gruppo di ufficiali e sottoufficiali delle forze armate argentine che organizzò il golpe del 1943 che pose fine dalla presidenza di Ramón S. Castillo e al decennio infame. Nelle fasi immediatamente successive alla caduta del presidente de facto Pedro Pablo Ramírez Ducó, che formava parte dell'ala dell'esercito fedele al generale appena deposto, si ammutinò e guidò il suo reparto, il 3º Reggimento di Fanteria, verso Lomas de Zamora. In seguito a quest'azione, che non ebbe alcun esito, fu messo congedato e imprigionato nell'isola di Martín García. 
Dopo un periodo di proscrizione Ducó poté ritornare alla presidenza dell'Huracán vincendo le elezioni nel 1949 e nel 1952.

## Omaggi
Nel 1967, tre anni dopo la sua morte, lo stadio dell'Huracán fu intitolato a Ducó.